# Konica Cup 1988
Die Konica Cup 1988 im Badminton fand vom 2. bis zum 7. Februar 1988 in Singapur statt. Es war die zweite Auflage dieser Veranstaltung.

## Finalergebnisse
| Disziplin    | Sieger                        | Finalist                | Ergebnis           |
| ------------ | ----------------------------- | ----------------------- | ------------------ |
| Herreneinzel | Yang Yang                     | Sompol Kukasemkij       | 15-10, 15-2        |
| Dameneinzel  | Li Lingwei                    | Huang Hua               | 12-9, 11-6         |
| Herrendoppel | Shinji Matsuura Shuji Matsuno | Zhang Qiang Zhou Jincan | 15-5, 15-17, 15-10 |
| Damendoppel  | Shi Wen Zhou Lei              | Huang Hua Tang Jiuhong  | 15-10, 15-12       |